# Крим (судно)
Крим — катер проекту-1360 (шифр «Чайка») Державної прикордонної служби України III рангу. Має бортовий номер BG-1.

## Історія
Корабель проекту-1360 відноситься до прикордонних сторожових кораблів спеціальної служби для перевезення генеральних секретарів та членів політбюро ЦК КПРС під час їх перебування на державних дачах у Ялті та Сочі. Судно було закладено в 7.01.1977 під заводським номером №301. В 16.08.1978 катер було спущено на воду і 31.08.1978 вступив в стрій. У 06.1992 без зміни назви: Крим з 1999 BG-01. Перекласифікований в корабель Морської охорони спеціальної служби. 15 Жовтня 2019 регіональним управлінням Морської охорони було прийнято рішення про переобладнання корабля III рангу «Крим» (BG-01) у навчальне судно та буде використовуватися для практики курсантів Навчального центру Морської охорони, що в місті Ізмаїл.